# Stopy ve sněhu
Stopy ve sněhu je název českého vydání dobrodružného románu pro mládež Lost in the Barrens (1956, Ztraceni v kanadské tundře), který napsal anglicky píšící kanadský spisovatel Farley Mowat. Kniha získala roku 1956 v Kanadě cenu za nejlepší dětskou knihu. O deset let později napsal Mowat volné pokračování tohoto románu, knihu Kletba vikingova hrobu (1966, Curse of the Viking Grave).

## Obsah románu
Hrdiny knihy jsou dva chlapci: bílý hoch Jamie, sirotek, žijící na kanadském severu ve srubu svého strýce, a jeho přítel indiánský chlapec Awasin z kmene Kríů. Vlastní neopatrností se ztratí lovecké výpravě, kánoe se jim rozbije v peřejích a domů pěšky nemohou jít, protože se blíží arktická zima. Díky své odvaze, důmyslnosti a tvrdé práci se jim podaří rozdělat oheň, překonat hlad, postavit si primitivní srub, vyrobit saně, luk a šípy. Díky tomu přežijí bouře, mráz a ubrání se i medvědovi grizzly. Mají i štěstí, když se k nim zatoulají dva psi, které si snadno ochočí, a když kolem nich táhne obrovské stádo sobů, které jim poslouží jako zdroj masa a surovin pro výrobu oděvů. Nakonec je však stesk po domově dožene k tomu, že se snaží dostat domů za každou cenu. Cestou objeví starou kamennou vikinskou hrobku a pak málem zahynou ve sněhové bouři. Jsou však zachráněni Eskymáky.

## Filmové adaptace
- Lost in the Barrens (1990), kanadský televizní film, režie Michael J. F. Scott.

## Česká vydání
- Stopy ve sněhu, SNDK, Praha 1961, přeložil Jiří Šeda, znovu Olympia, Praha 1971
- Stopy ve sněhu; Kletba vikingova hrobu, Albatros, Praha 1992, přeložili Jiří Šeda a Vladimír Pražák, 192. díl edice Knihy odvahy a dobrodružství